# オリオル・ブスケツ
オリオル・ブスケツ・マス（Oriol Busquets Mas、1999年1月20日 - ）はスペインのサッカー選手。ポジションはMF（ボランチ）。